# مایکل کنستوویچ
مایکل جِی. کِنْسْتوویچ (به انگلیسی: Michael J. Kenstowicz) زبان‌شناس آمریکایی و استاد گروه زبان‌شناسی و فلسفهٔ مؤسسهٔ فنّاوری ماساچوست (ام‌آی‌تی) است. پژوهش‌های او عمدتاً در حوزهٔ آواشناسی و واج‌شناسی است. معروف‌ترین اثر او، کتاب واج‌شناسی در دستور زایشی است که در دانشگاه‌های سراسر جهان به‌عنوان کتاب درسی دوره‌های واج‌شناسی تدریس می‌شود.